# Discografia de Girl's Day
Esta é a discografia do girl group sul-coreano Girl's Day. O grupo estreou em 9 de julho de 2010 com o EP Girl's Day Party #1, com a canção "Tilt My Head" como seu primeiro single.

## Álbuns

### Álbuns de estúdio
| Título                  | Detalhes do álbum | Melhores posições nas paradas | Vendas        |
| Título                  | Detalhes do álbum | KOR                           | Vendas        |
| Coréia                  | Coréia | Coréia                        | Coréia        |
| ----------------------- | --- | ----------------------------- | ------------- |
| Expectation             | - Lançamento: 14 de março de 2013 - Gravadora: DreamTea Entertainment - Formato: CD, download digital Músicas 1. Girl's Day World 2. Expectation 3. I Don't Mind 4. Easy Go 5. Don't Trust Her 6. White Day 7. Oh, Great! 8. Twinkle Twinkle 9. Hug Me Once 10. Oh! My God 11. Don't Forget Me 12. Don't Flirt! 13. Expectation (Instrumental) 14. White Day (Instrumental)          | 4                             | - KOR: 28.260 |
| Expectation             | Female President (repackage) - Lançamento: 24 de junho de 2013 - Gravadora: DreamTea Entertainment - Formato: CD, download digital Músicas 1. Girl's Day World 2. Female President 3. Expectation 4. I Don't Mind 5. Easy Go 6. Don't Trust Her 7. White Day 8. Oh, Great! 9. Twinkle Twinkle 10. Hug Me Once 11. Oh! My God 12. Don't Forget Me 13. Female President (Instrumental) | 6                             | - KOR: 28.260 |
| Love                    | - Lançamento: 6 de julho de 2015 - Gravadora: DreamTea Entertainment - Formato: CD, download digital Músicas 1. With Me 2. Ring My Bell 3. Macaron 4. Come Slowly 5. Top Girl 6. Darling 7. Whistle 8. Look At Me 9. Something 10. Timing 11. I Miss You 12. Show You 13. Hello Bubble 14. Ring My Bell (Inst.)                                                                      | 3                             | - KOR: 31,100 |
| Japão                   | |                               |               |
| Girl's Day Autumn Party | - Lançamento: 30 de Setembro de 2015 - Gravadora: DreamTea Entertainment - KISS Entertainment Inc - Formato: CD, download digital |                               | - JPN: 14.707 |

### Álbum Compilado
| Título     | Detalhes | Notas |
| ---------- | --- | ----- |
| Best Album | Lançamento: 26 de Novembro de 2014 Gravadora: DreamTea Entertainment - KISS Entertainment Formato: CD, DVD, Photobook Músicas 1. Twinkle Twinkle 2. Hug Me Once 3. Don't Forget Me 4. Expectation 5. Don't Trust Her 6. Female President 7. Something 8. Darling 9. Show You 10. I Miss You | Japão |

### EPs
| Título              | Detalhes do álbum | Melhores posições nas paradas | Vendas         |
| Título              | Detalhes do álbum | KOR                           | Vendas         |
| ------------------- | --- | ----------------------------- | -------------- |
| Girl's Day Party #1 | - Lançamento: 9 de julho de 2010 - Gravadora: DreamTea Entertainment - Formato: CD, download digital Músicas 1. Tilt My Head 2. Shuppy Shuppy 3. Control 4. Tilt My Head (instr.) 5. Shuppy Shuppy (instr.) | 12                            | _              |
| Everyday            | - Lançamento: 6 de julho de 2011 - Gravadora: DreamTea Entertainment - Formato: CD, download digital Músicas 1. Young Love 2. Hug Me Once 3. Twinkle Twinkle 4. Nothing Lasts Forever                       | 4                             | - KOR: 7,382   |
| Everyday 2          | - Lançamento: 17 de abril de 2012 - Gravadora: DreamTea Entertainment - Formato: CD, download digital Músicas 1. Two Of Us 2. Oh! My God 3. Don't Flirt 4. Telepathy 5. Oh! My God (Instr.)                 | 11                            | - KOR: 5,907   |
| Everyday 3          | - Lançamento: 3 de janeiro de 2014 - Gravadora: DreamTea Entertainment - Formato: CD, download digital Músicas 1. Girls Day Party Intro 2. Something 3. Whistle 4. Show You 5. Something (Instrumental)     | 4                             | - KOR: 20,814+ |
| Everyday 4          | - Lançamento: 14 de julho de 2014 - Gravadora: DreamTea Entertainment - Formato: CD, download digital Músicas 1. Summer Party Intro 2. Darling 3. Look At Me 4. Timing 5. Darling(Instrumental)             | 3                             | - KOR: 25,270+ |
| I Miss You          | - Lançamento: 15 de outubro de 2014 - Gravadora: DreamTea Entertainment - Formato: Smart card, download digital Músicas 1. I Miss You 2. Look At Me 3. Show You 4. I Don't Mind 5. White Day                | _                             | _              |

## Singles
| Ano | Título                                             | Melhores posições nas paradas | Melhores posições nas paradas | Vendas*        | Álbum                        |
| Ano | Título                                             | KOR                           | KOR Hot 100                   | Vendas*        | Álbum                        |
| Coréia | Coréia                                             | Coréia                        | Coréia                        | Coréia         | Coréia                       |
| --- | -------------------------------------------------- | ----------------------------- | ----------------------------- | -------------- | ---------------------------- |
| 2010 | "Tilt My Head"                                     | 83                            | —                             |                | Girl's Day Party #1          |
| 2010 | "How Do I Look"                                    | 88                            | —                             |                | -                            |
| 2010 | "Nothing Lasts Forever" (Girl's Day Party #2)      | 63                            | —                             |                | Everyday                     |
| 2011 | "Twinkle Twinkle" (Girl's Day Party #3)            | 5                             | —                             | KOR: 2.076.188 | Everyday                     |
| 2011 | "Hug Me Once"                                      | 15                            | —                             | KOR: 1.422.182 | Everyday                     |
| 2011 | "Don't Let Your Eyes Wander" (Girl's Day Party #4) | 11                            | 14                            | KOR: 838.185   | Everyday 2                   |
| 2012 | "Oh! My God"                                       | 13                            | 12                            | KOR: 807.977   | Everyday 2                   |
| 2012 | "Blue Rain 2012"                                   | 21                            | 51                            | KOR: 177.312   | The S Part.2                 |
| 2012 | "Don't Forget Me" (Girl's Day Party #5)            | 14                            | 15                            | KOR: 777.982   | Expectation                  |
| 2013 | "White Day"                                        | 43                            | 33                            | KOR: 122.605   | Expectation                  |
| 2013 | "Expectation"                                      | 9                             | 9                             | KOR: 1.108.467 | Expectation                  |
| 2013 | "Female President"                                 | 5                             | 7                             | KOR: 804.718   | Expectation                  |
| 2013 | "Please Tell Me" (Girl's Day Party #6)             | 9                             | 14                            | KOR: 311.648   | -                            |
| 2013 | "Let's Go"                                         | 49                            | 85                            | KOR: 64.592    | -                            |
| 2014 | "Something"                                        | 2                             | 2                             | KOR: 1.383.961 | Everyday 3                   |
| 2014 | "Darling"                                          | 1                             | 15                            | KOR: 1.036.598 | Everyday 4                   |
| 2014 | "I Miss You"                                       | 4                             | —                             | KOR: 376.507   | I Miss You                   |
| 2015 | "Hello Bubble"                                     | 13                            | —                             | KOR: 238.006   | Love                         |
| 2015 | "Ring My Bell"                                     | 2                             | —                             | KOR: 671.535   | Love                         |
| Japão |                                                    |                               |                               |                |                              |
| 2015 | "Darling (Versão Japonesa))"                       | —                             | —                             | JPN: 14.974    | Girl’s Day 2015 Autumn Party |
| "—" indica lançamentos que não figuraram nas paradas ou que não foram lançados nessa região. *Apenas downloads digitais |                                                    |                               |                               |                |                              |

### Outras músicas
| Ano                                                                                          | Título                     | Álbum               | Melhores Posições nas Paradas | Melhores Posições nas Paradas |
| Ano                                                                                          | Título                     | Álbum               | KOR                           | KOR Hot 100                   |
| -------------------------------------------------------------------------------------------- | -------------------------- | ------------------- | ----------------------------- | ----------------------------- |
| 2010                                                                                         | "Shuppy Shuppy"            | Girl's Day Party #1 | —                             | —                             |
| 2010                                                                                         | "Control"                  | Girl's Day Party #1 | —                             | —                             |
| 2011                                                                                         | "Young Love"               | Everyday            | 175                           | —                             |
| 2012                                                                                         | "Two of Us"                | Everyday 2          | —                             | —                             |
| 2012                                                                                         | "Telepathy"                | Everyday 2          | —                             | —                             |
| 2013                                                                                         | "Girl's Day World" (Intro) | Expectation         | —                             | —                             |
| 2013                                                                                         | "I Don't Mind"             | Expectation         | —                             | —                             |
| 2013                                                                                         | "Easy Go"                  | Expectation         | —                             | —                             |
| 2013                                                                                         | "Don't Trust Her"          | Expectation         | 193                           | —                             |
| 2013                                                                                         | "Oh, Great!"               | Expectation         | —                             | —                             |
| 2014                                                                                         | "G.D.P" Intro              | Everyday 3          | —                             | —                             |
| 2014                                                                                         | "Whistle"                  | Everyday 3          | —                             | —                             |
| 2014                                                                                         | "Show You"                 | Everyday 3          | —                             | —                             |
| 2014                                                                                         | "Summer Party" (Intro)     | Everyday 4          | —                             | —                             |
| 2014                                                                                         | "Look At Me"               | Everyday 4          | 82                            | 90                            |
| 2014                                                                                         | "Timing"                   | Everyday 4          | 88                            | 84                            |
| 2015                                                                                         | "With Me"                  | Love                | 81                            | —                             |
| 2015                                                                                         | "Macaron"                  | Love                | —                             | —                             |
| 2015                                                                                         | "Come Slowly"              | Love                | —                             | —                             |
| 2015                                                                                         | "Top Girl"                 | Love                | —                             | —                             |
| "—" indica lançamentos que não figuraram nas paradas ou que não foram lançados nessa região. |                            |                     |                               |                               |

## Trilhas sonoras
| Ano  | Canção                      | Drama/Filme/Música             |
| ---- | --------------------------- | ------------------------------ |
| 2011 | "If You Give Me Your Heart" | Sparkling                      |
| 2011 | "Cupid"                     | City Hunter                    |
| 2011 | "Honey Honey"               | The Woman of Our Home          |
| 2011 | "New Trial"                 | Dungeon & Fighter              |
| 2012 | "Vine Song"                 | You Who Rolled In Unexpectedly |
| 2012 | "Nungcool Song"             | My Husband Got A Family OST    |
| 2014 | "You And I"                 | Doctor Stranger                |
| 2014 | "들려줘요"                  | Dad For Rent                   |
| 2014 | "One Person"                | The King's Face                |
| 2015 | "Ajjil Ajjil"               | The Family Is Coming           |
| 2015 | "I Am Korea"                | I am Korea                     |
| 2015 | "It Hurts"                  | Mask OST                       |
| 2015 | "Everyday With You"         | Reply 1988                     |

## Colaborações
| Ano  | Detalhes                                                                                 | Canção                            | Integrante(s) |
| ---- | ---------------------------------------------------------------------------------------- | --------------------------------- | ------------- |
| 2010 | Road for Hope - Artista: Vários - Lançamento: 17 de dezembro de 2010                     | "Seonmul (Narration Version)"     | Sojin         |
| 2011 | Ready! - Artista: Nami Tamaki - Lançamento: 23 de fevereiro de 2011 - Língua: Japonês    | "Girlie Night"                    | Girl's Day    |
| 2012 | I Will Love You - Artista: Jevice - Lançamento: 27 de julho de 2012                      | "I'll Love You"                   | Yura          |
| 2013 | Stop Resisting - Artista: VIXX - Lançamento: 20 de maio de 2013                          | "Stop Resisting"                  | Minah         |
| 2014 | Just Holding Hands - Artista: Din Din - Lançamento: 25 de fevereiro de 2014              | "4U"                              | Minah         |
| 2014 | Three Things I Want To Give You - Artista: Crucial Star - Lançamento: 9 de março de 2014 | "Three Things I Want To Give You" | Sojin         |
| 2014 | Miss Me Or Diss Me - Artista: MC Mong - Lançamento: 2 de novembro de 2014                | "Whatever"                        | Minah         |
| 2014 | Skyfall - Artista: Damiano - Lançamento: 13 de novembro de 2014                          | "Skyfall"                         | Minah         |
| 2014 | Finale - Artista: Dok2 - Lançamento: 1 de dezembro de 2014                               | "Finale"                          | Sojin         |
| 2015 | On Rainy Days - Artista: Kim Taebum (Party Street) - Lançamento: 4 de fevereiro de 2015  | "On Rainy Days"                   | Sojin         |
| 2015 | I Am Korea - Artista: Vários - Lançamento: 15 de maio de 2015                            | "I Am Korea"                      | Girl's Day    |
| 2015 | 'One K' Campaign Song - Artista: Vários - Lançamento: TBA                                | "One Dream One Song"              | Minah         |

## Videoclipes
| Ano  | Canção                          | Duração |
| ---- | ------------------------------- | ------- |
| 2010 | "Tilt My Head"                  | 3:29    |
| 2010 | "How Do I Look"                 | 2:31    |
| 2010 | "Nothing Lasts Forever"         | 3:29    |
| 2011 | "Twinkle Twinkle"               | 4:28    |
| 2011 | "If You Give Your Heart For Me" | 4:06    |
| 2011 | "Hug Me Once"                   | 3:16    |
| 2011 | "Don't Let Your Eyes Wander"    | 4:22    |
| 2012 | "Oh My God"                     | 4:44    |
| 2012 | "Don't Forget Me"               | 3:14    |
| 2013 | "White Day"                     | 3:12    |
| 2013 | "Expectation"                   | 3:23    |
| 2013 | "Female President"              | 3:38    |
| 2013 | "Let's Go"                      | 3:22    |
| 2014 | "Something"                     | 3:46    |
| 2014 | "Darling"                       | 3:18    |
| 2014 | "I Miss You"                    | 3:50    |
| 2015 | "Hello Bubble"                  | 2:38    |
| 2015 | "Ring My Bell"                  | 3:19    |
| 2015 | "Darling (Versão Japonesa)"     | 3:12    |

## Minah Solo
| Ano  | Título             |
| ---- | ------------------ |
| 2015 | "I Am A Woman Too" |